# Союз гетьманців-державників
Союз гетьманців-державників (СГД) — політична монархічна організація, правонаступниця Українського союзу хліборобів-державників. Заснована за ініціативою  Павла Скоропадського після розпуску ним Українського союзу хліборобів-державників. Назва офіційно практикувалася для визначення гетьманського руху, який очолював Павло Скоропадський, а після його смерті (1945) згідно з концепцією дідичної (спадкової) монархії син гетьмана — гетьманич Данило Скоропадський (1948—1957) та доньки: гетьманівни графиня Марія Монтрезор-Скоропадська (1957—1959), Єлизавета Скоропадська-Кужим (1959—1975) та Олена Отт-Скоропадська (1975—2014).

## Ідеологія
Головною ідеологією СГД була Теорія українського монархізму В'ячеслава Липинського. Взагалі Липинський поділяв форми державного устрою на три типи:
- «демократія»
- «охлократія»
- «класократія»

Найприйнятнішою для України Липинський вважає «клясократію» — форму державного устрою, яка відзначається рівновагою між владою і свободою, між силами консерватизму і прогресу. В основу такого устрою повинна бути покладена правова, "законом обмежена і законом обмежуюча" конституційна монархія. На чолі держави має бути монарх (гетьман), влада якого передається в спадок і є легітимною. Сам Липинський говорив про Гетьманство так:
«Ідея Українського Гетьманства – це ідея нового монархізму і нового аристократизму.. Ми не хочемо повороту помершого монархічного ладу, ані відродження монархії в її минулих, виродившихся формах… Гетьманство – це символ єдности Української Нації і сили Української Держави, персоніфікований в особі традиційного, національного, дідичного Гетьмана. Воно стоїть понад всіми кастами, партіями, клясами, і до нікого в нації спеціяльно не належить так само, як не може до когось спеціяльно належати і чиїмсь монополем бути само традиційне поняття Української Нації... Гетьманство – це нова форма державного життя нашої Нації, яку ми для синів і нащадків своїх тяжкою працею, жертвами й посвятою ще повинні допіру створити…». «Нема іншого виходу з цієї нашої національної трагедії і цієї нашої споконвічної руїни, як тільки ідеологічне та організаційне відродження українського консерватизму і возстановлений власними силами його точки опори Гетьманства...»

## Історія діяльності
Керівництво гетьманським рухом та СГД здійснювала Гетьманська рада (мала дорадчі функції). Ідейно-напрямними форумами СГД були з'їзди (грудень 1950) та 7-а сесія (липень 1977). На останній прийнято гасло гетьманського руху «Бог, Гетьман, Україна» та конституційні основи Української Держави, яку визначено як «трудову монархію». СГД мала свої організації в усіх країнах української діаспори. Найбільші осередки СГД знаходились у США та Канаді, де у 1930-х рр. їх налічувалось понад 60. У післявоєнний період поширилась діяльність СГД у Німеччині та Великій Британії.

### Провідні діячі
Провідними діячами союзу були А.Монтрезор, О.Назарук (автор статуту і регламенту СГД), О.Скоропис-Йолтуховський, О.Шаповал та ін. Серед членів СГД та його проводу було чимало видатних діячів української науки та культури: Борис Гомзин, Д.Дорошенко, В.Коростовець, І.Марченко, І.Мірчук, О.Оглоблин, Д.Олянчин, Н.Полонська-Василенко, І.Сапіга, Л.Сідлецький (Сава Крилач) та ін.

### Друковані органи
Друковані органи СГД виходили в кількох країнах, зокрема у:
- США: «Український робітник», «Наша держава», «Батьківщина»;
- Німеччині: «Український літопис», «Голос державника», «Світанок»;
- Великій Британії: «Українська дійсність», «Ранок», «Державницька думка» та ін.

## Наступники
Нині гетьманський рух в еміграції репрезентує Союз Гетьманців Державників у Північній Америці. До сучасних лідерів гетьманського руху належать Л.Бей, В.Базілевський, В.Коваль, Я.Савка та ін.
За ініціативою гетьманських організацій у Філадельфії було засновано Східноєвропейський дослідний інститут ім. В.Липинського, який провадив дослідно-видавничу діяльність насамперед доби Української Держави гетьмана П.Скоропадського, наукової та епістолярної спадщини В.Липинського. Протягом 1950-1970-х рр. у США діяло видавництво «Булава», яким було видано низку наукових праць з історії гетьманського руху.
В Україні у вересні 2000 р. — була створена ініціативна група Української гетьманської організації у складі: 
- Юрій Терещенко — координатор ініціативної групи в Україні, завідувач кафедрою Історії України та зарубіжних країн Київського державного лінгвістичного університету;
- Любомир Бей — координатор ініціативної групи в Америці, голова Української Гетьманської Організації Америки;
- гетьманівна Олена Отт-Скоропадська;
- Тетяна Осташко — секретар Координаційної ради, старший науковий співробітник Інституту історії України НАН України;
- Георгій Папакін — завідувач відділом Державного архівного управління при Кабміні України;
- Володимир Доброхотов — генерал-майор, голова Нікопольської Січі;
- Олег Савчук — голова Союзу аграрної молоді України (САМУ);
- Валерій Фостик — член САМУ;
- Ігор Срібняк — доктор історичних наук, Київський державний лінгвістичний університет;
- Василь Яблонський — кандидат історичних наук, Києво-Могилянська академія;
- Олена Комова — старший викладач Київський державний лінгвістичний університет;
- Сергій Гнатюк — кандидат історичних наук, Інститут стратегічних досліджень НАН України;
- Каріна Баранцева — кандидат філософських наук, Київський державний лінгвістичний університет;
- Владислав Стемпковський — член САМУ;
- Наталія Орел — журналіст;
- Володимир Гандзюк — отаман Подільської Січі;
- Оксана Кадюк — голова благодійного товариства «Діти України»;
- Павло Гай-Нижник — кандидат історичних наук, Інститут археографії та джерелознавства НАН України ім.М.Грушевського;
- Тетяна Геращенко — кандидат історичних наук, Запорізький національний університет;
- Леонід Кравчук — історик, Кременець;
- Володимир Лободаєв — кандидат історичних наук, провідний спеціаліст Міжрегіональної академії управління персоналом;
- Кирило Галушко — кандидат історичних наук, доцент Київського національного університету ім. Тараса Шевченка.

15 жовтня 2001 р. у Києві відбулися установчі збори Всеукраїнської громадської організації «Союз Гетьманців-Державників».
яка ставить за мету відродження в Україні консерватизму як суспільно-політичного духовного явища та утвердження його духовних засад.
У 2001-2007 роках існував також молодіжний осередок Союзу Гетьманців-Державників,  який очолював Олександр Алфьоров.